# Ametiszt gyümölcsgalamb
Az ametiszt gyümölcsgalamb (Phapitreron amethystinus) a madarak osztályának galambalakúak (Columbiformes) rendjébe és a galambfélék (Columbidae) családjába tartozó faj.

## Rendszerezése
A fajt Charles Lucien Jules Laurent Bonaparte francia ornitológus írta le 1855-ben.

## Alfajai
- Phapitreron amethystinus amethystinus Bonaparte, 1855
- Phapitreron amethystinus frontalis (Bourns & Worcester, 1894)
- Phapitreron amethystinus imeldae De la Paz, 1976
- Phapitreron amethystinus maculipectus (Bourns & Worcester, 1894)[2]

## Előfordulása
A Fülöp-szigetek endemikus faja. Természetes élőhelyei a szubtrópusi vagy trópusi síkvidéki és hegyi esőerdők. Állandó, nem vonuló faj.

## Megjelenése
Testhossza 26–27 centiméter, testtömege 82–178 gramm.

## Életmódja
Gyümölcsökkel és magvakkal táplálkozik.

## Természetvédelmi helyzete
Az elterjedési területe nagy, egyedszáma pedig stabil. A Természetvédelmi Világszövetség Vörös listáján nem fenyegetett fajként szerepel.